# Fritz Wertheimer
Fritz Wertheimer (geboren 12. September 1884 in Bruchsal; gestorben  6. September 1968 in Freiburg im Breisgau) war ein deutscher Journalist und Generalsekretär des Deutschen Auslandinstituts von 1918 bis 1933.

## Leben

### Anfänge
Fritz Wertheimer war ein Sohn des Kaufmanns Max Wertheimer und der Berta Wolff, die später ermordet wurde. Nach dem Besuch des Gymnasiums in Bruchsal studierte er Nationalökonomie an den Universitäten Heidelberg, Berlin und Freiburg, und Rechtswissenschaften an der Universität München. Er wurde 1905 in Freiburg zum Dr. rer. pol. promoviert. In Freiburg war er Kommilitone von Elly Knapp. Bei Friedrich Naumanns Zeitschrift Die Hilfe begegnete er Theodor Heuss. Er trat 1907 in die Redaktion der Frankfurter Zeitung ein und machte als ihr Korrespondent 1908 und 1912 zwei längere Studienreisen nach Japan, Korea und China.

### Kriegsberichterstatter
Während des Ersten Weltkrieges war Wertheimer als Kriegsberichterstatter der Frankfurter Zeitung im Hauptquartier Hindenburgs akkreditiert und schrieb Frontberichte, aus denen er acht Kriegsbücher veröffentlichte. So schrieb er am 16. Mai 1915 in der Frankfurter Zeitung im Artikel Bei der deutschen Südarmee vom Vormarsch bei Zwinin über „Ehrentage der deutschen Südarmee, wie die Kriegsgeschichte nur wenige kennt.“ „Die Berge der zehntausend Toten wird man den Zwinin und den Ostry in der Kriegsgeschichte dereinst nennen.“

Später betonte Wertheimer, dass er von Beginn an seine deutsche, nationale Gesinnung bewiesen habe.

### Generalsekretär des Deutschen Ausland-Institutes (DAI)
Am 1. Oktober 1918 wurde Wertheimer von Theodor Wanner  zum Generalsekretär des 1917 in Stuttgart gegründeten Deutschen Ausland-Instituts (DAI) berufen. In dieser Funktion war er auch der Herausgeber der Zeitschrift „Der Auslanddeutsche. Halbmonatsschrift für Auslanddeutschtum und Auslandkunde“, für die er verschiedene Beiträge selbst schrieb.
In seinem Buch über die „Parteien und Parteiführer der Auslandsdeutschen“ beschrieb er deren Tätigkeit programmatisch als Vermittlertätigkeit bei Wahrung der Interessen ihrer Länder, was dem offiziellen Programm des DAI entsprach. Dass die Interessen der anderen Länder sich der Hegemonie des volkreichsten Staates Mitteleuropas unterzuordnen hätten, war die von Wanner und Wertheimer vertretene inoffizielle Linie der Deutschtumspolitik.
Als königlich schwedischer Generalkonsul vermittelte Wanner ein Amt für Wertheimer als Konsul der Vereinigten Mexikanischen Staaten für den Volksstaat Württemberg. 
Wertheimer wurde Mitglied der Deutschen Demokratischen Partei (DDP).

### Vorkriegszeit im Nationalsozialismus

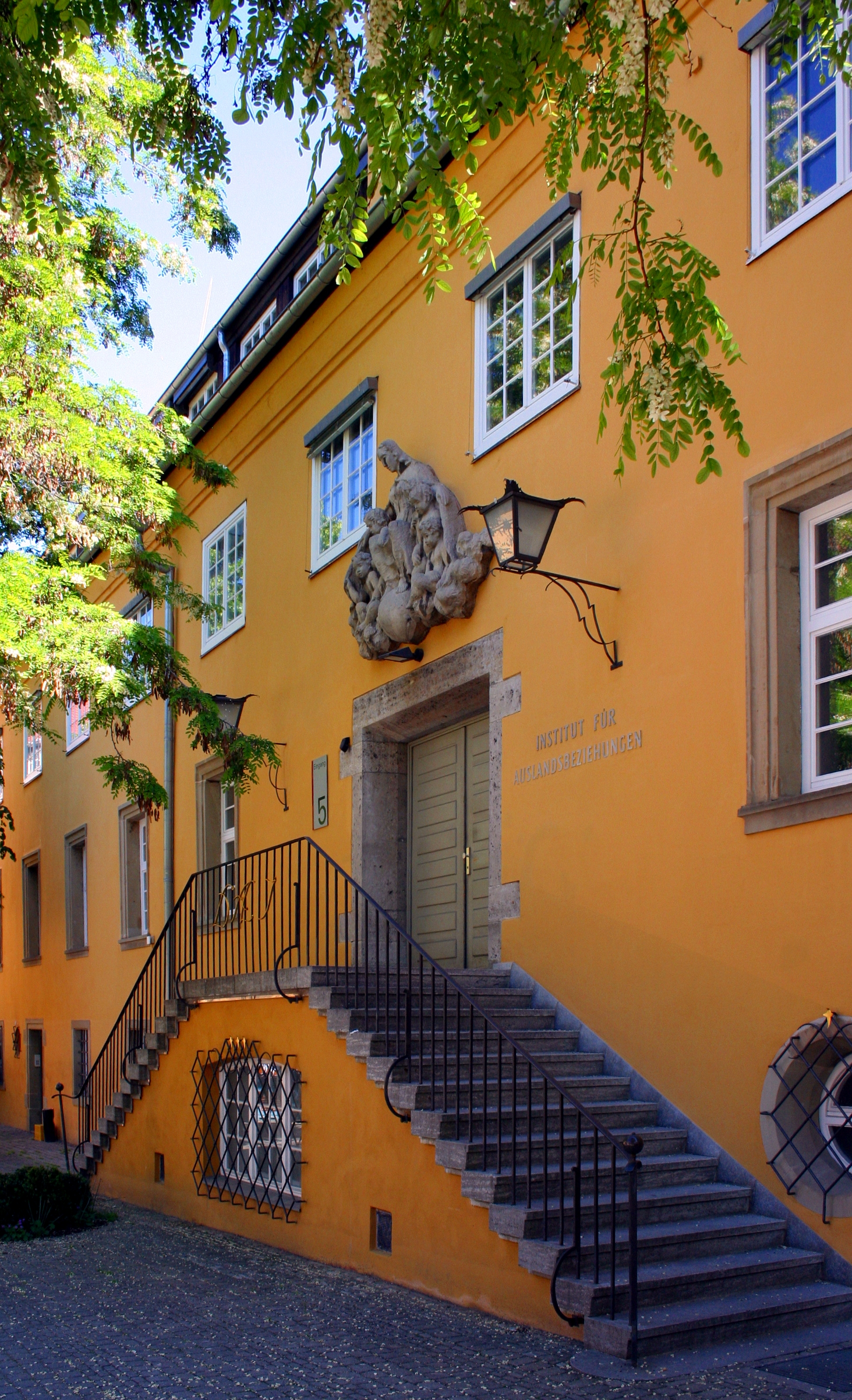
Der Sitz des DAI am Stuttgarter Charlottenplatz seit 1925, bis 1945 das Haus des Deutschtums, wurde am 7. März 1933 mit Hakenkreuzfahnen beflaggt.

Am 8. März 1933 wurde Wertheimer von der SA-Wache, die am Vortag vor dem Haus des Deutschtums aufgestellt worden war, wegen jüdischer Abstammung am Betreten des Arbeitsplatzes gehindert. In den folgenden zehn Tagen war Wertheimer auf einer geplanten Vortragsreise, bei der er, diesmal in Wilhelmshaven und Kiel vor Admiralen der Reichsmarine, routiniert über das Deutschtum sprach. In dieser Zeit wurde sein Mentor Theodor Wanner am 13. März 1933 in seiner Wohnung überfallen und erlitt eine Gehirnerschütterung. Wertheimer wurde nach seiner Rückkehr gezwungen, Urlaub zu nehmen.
Das Reichsaußenministerium unter Konstantin von Neurath wie das Reichsinnenministerium, aus dessen Haus die überwiegende Finanzierung des DAI kam, beauftragten Mitte Juni den österreichischen Nationalsozialisten Hans Steinacher, seit April 1933 Vorsitzender des Volksbundes für das Deutschtum im Ausland (VDA), und den nationalsozialistischen Vorsitzenden des Schutzbundes für die Grenz- und Auslandsdeutschen Robert Ernst, das DAI mit einem kleinen Reorganisations-Ausschuss neu zu ordnen. Ein Teil der DAI-Mitarbeiter war eingeschüchtert, da jetzt Entlassungen drohten, während die Nationalsozialisten auf Deutschlands „Erneuerung“ setzten.
Wanner wurde entsprechend am 20. Juni zum Rücktritt gedrängt, Wertheimers Name fiel schon gar nicht mehr, Ernst meldete dem württembergischen Ministerpräsidenten Christian Mergenthaler am 21. Juni 1933 die erfolgreiche, vorläufige Übertragung der Institutsleitung auf Steinacher, Ernst und einen „Dr. Krehl“.
Wertheimers Nachfolger wurde Richard Csaki als Geschäftsführer, der nationalsozialistische Oberbürgermeister Strölin folgte Wanner als Vorsitzender und machte aus Stuttgart die „Stadt der Auslandsdeutschen“.
Derweil hatte unter anderem Theodor Heuss im Berliner Reichstag am 23. März für das „Gesetz zur Behebung der Not von Volk und Reich“ (Ermächtigungsgesetz) gestimmt und den Weg geöffnet, den Terror zu legalisieren und bereits 1933 mit dem Gesetz zur Wiederherstellung des Berufsbeamtentums die Juden aus den öffentlichen Stellen zu verjagen.
Wertheimer richtete am 30. März 1933 noch einen persönlichen Brief an den Vortragenden Legationsrat Conrad Frederick Roediger, mit dem er jahrelang im Außenministerium zusammengearbeitet hatte. Auch Wanner, dies auch ein eigener Sache, versuchte seine Bekannten in Berlin wie Außenminister Neurath und Vizekanzler Franz von Papen zu mobilisieren. Wilhelm Solf vom SeSiSo-Club hatte schon keinen Einfluss mehr. Wertheimer erhielt von Friedrich Stieve, Leiter der Kulturpolitischen Abteilung des Auswärtigen Amtes, keine Unterstützung und auch der wegen seines preußischen Pflichtgefühls gerühmte Staatssekretär Bernhard Wilhelm von Bülow hielt sich heraus. Der Vorsitzende des Aufsichtsrats der HAPAG Emil Helfferich, „von dem ich weiß, daß er Hitler nahesteht, wollte sich in Berlin für mich verwenden“. Auch die Rotarier, deren Mitgründer in Stuttgart Wertheimer gewesen war, ließen ihn fallen und zwangen ihn zum Austritt aus ihrem Verein.
Wertheimer ging in seinem persönlichen Brief von der preußischen Maxime aus, „lieber anständig sterben, als schief angesehen werden“, und er unterlasse daher die Fahrt nach Berlin, um dort zu antichambrieren.
Wertheimer stellte heraus, dass eine Reihe von Stuttgarter Nationalsozialisten, insbesondere Karl Strölin, seine nationale Arbeit wie „Gesinnung“ und sogar sein Verständnis für die NSDAP wie die NS-Ideologie würdigten und nur seine rassische semitische Abstammung beanstandeten.
Wertheimer merkte an, dass er selbst „gar nicht mosaischen Glaubens“ sei, dass seine Frau aus „alter evangelischer Familie“ stamme, dass „meine Kinder alle evangelisch getauft sind usf.“.
Conrad Frederick Roediger resümierte am 15. Juni 1933 in einer Aktennotiz, „Es hat sich herausgestellt, dass an ein weiteres Verbleiben des Geschäftsführers Wertheimer trotz der großen Verdienste, [...], nicht zu denken ist“, und heftete den vertraulichen Brief in die Akte als Anlage. Conrad Frederick Roediger wurde in der Bundesrepublik Deutschland vom Bundespräsidenten Theodor Heuss am 7. September 1951 zum Bundesverfassungsrichter ernannt.
Wertheimer blieb als „freier“ Journalist in Stuttgart, musste aber, um leben zu können, seine wertvolle Sammlung ostasiatischer Kunstschätze veräußern.

### Emigration nach Brasilien
Kurz vor Ausbruch des Zweiten Weltkrieges zog er 1939 mit seiner Frau zu seinem bereits emigrierten Sohn Hans Stefan nach Porto Alegre in Brasilien. Er versuchte mit kleineren journalistischen Aufträgen für die schweizerischen Zeitungen Berner Bund und St. Galler Tagblatt und nach dem Krieg als Lateinamerika-Korrespondent für die bundesrepublikanische Wirtschaftszeitung Handelsblatt und die VWD zu überleben. In den fünfziger Jahren musste Wertheimer um die Wiedergutmachung der Enteignungen (Reichsfluchtsteuer) und um seine Rentenansprüche in Deutschland prozessieren.
1958 erhielt er von Bundespräsident Theodor Heuss das Große Verdienstkreuz der Bundesrepublik Deutschland. Das nach 1945 umfirmierte Institut für Auslandsbeziehungen hat Wertheimer nicht mehr betreten.
Wertheimer starb während eines Aufenthalts in Deutschland in der Freiburger Universitätsklinik.

### Nachkommen
Wertheimers 1915 geborener Sohn Hans Stefan Wertheimer war Journalist und Schriftsteller.

## Schriften

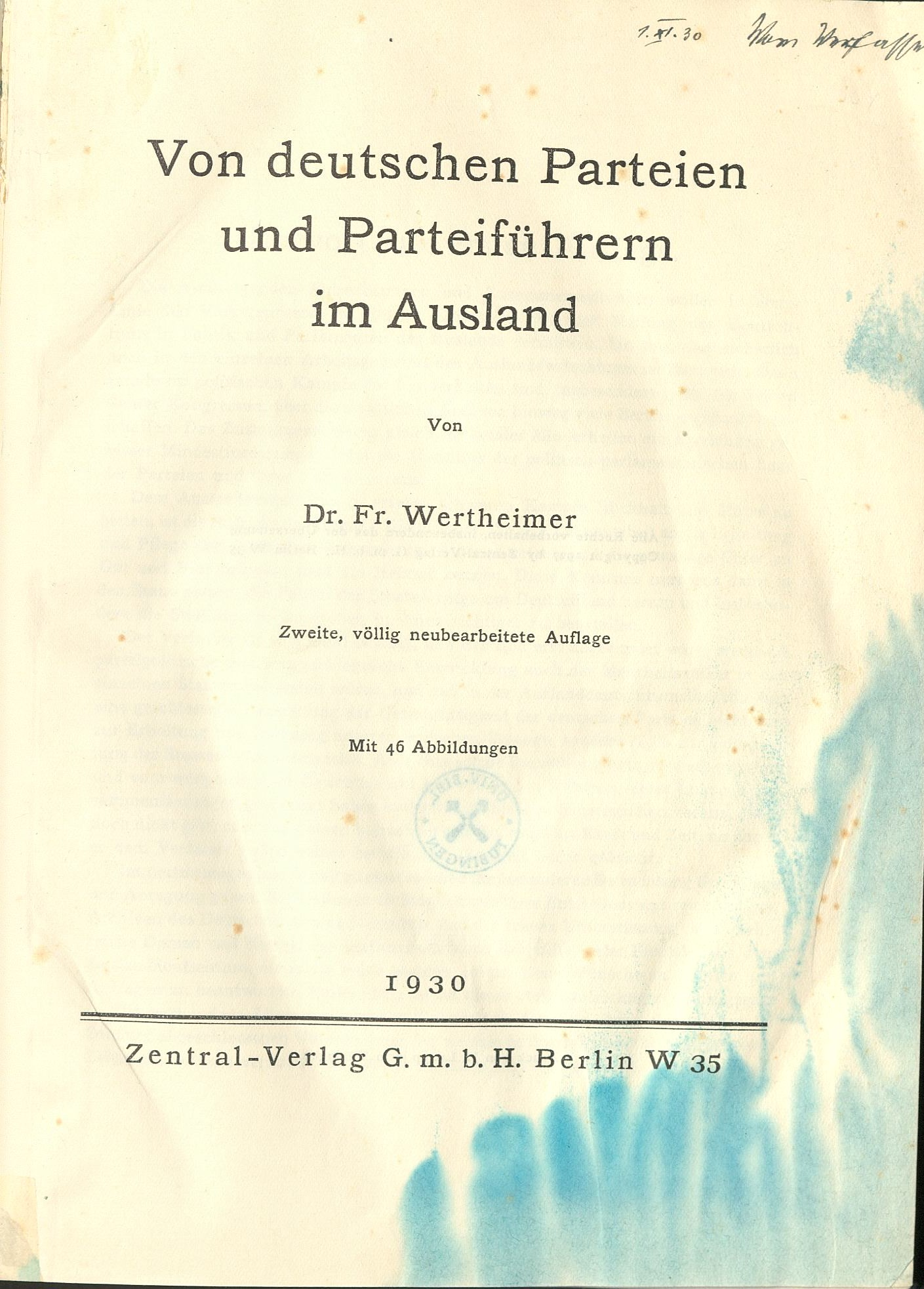
Parteien (1930, mit Wasserschaden)

- Die japanische Kolonialpolitik. Hamburg: Friedrichsen, 1910.
- Deutsche Leistungen und deutsche Aufgaben in China. Berlin: Springer, 1913.
- Deutschland und Ostasien. Stuttgart: Deutsche Verlagsanstalt, 1914.
- Von der Weichsel bis zum Dnjestr. Neue Kriegsberichte. 2. Aufl. Berlin: Deutsche Verlags-Anstalt, 1915.
- Im polnischen Winterfeldzug mit der Armee Mackensen, mit 40 photographischen Aufnahmen von Ludwig Putz. Stuttgart: Deutsche Verlags-Anst. 1915.
- Von der Weichsel bis zum Dnjestr. Stuttgart: Deutsche Verl.-Anst., 1915
- Reise durch Kurland. Frankfurt: Frankfurter Zeitung, 1915–1916
- Kurland und die Dünafront. Stuttgart: Deutsche Verlagsanstalt 1916.
- Hindenburgs Mauer im Osten. Stuttgart: Deutsche Verlags-Anstalt 1916.
- Die Helden von Postawy. Frankfurt a. M.: Frankfurter Societäts-Druckerei, 1916
- Durch Ukraine und Krim. Stuttgart, Franckh 1918 (Digitalisat aus dem Bestand des Leibniz-Instituts für Ost- und Südosteuropaforschung).
- Chinesische Gegensätze. Voskamp, Carl J. – Berlin: Buchh. d. Berliner ev. Missions-Gesellschaft, 1924
- Deutschland, die Minderheiten und der Völkerbund. Berlin, Heymann 1926.
- Von deutschen Parteien und Parteiführern im Ausland. Berlin, Zentral-Verlag 1927; 1930
- Auslandsdeutschtum und Deutschtumspolitik, in: Bernhard Harms (Hrsg.): Volk und Reich der Deutschen. Berlin 1929, S. 207–227  DNB
- Kanadisches Deutschtum,  in: Die Neue Zeit 13, Nr. 16 (1931), S. 10 ff.